# Сан-Теренцо
Сан-Теренцо (итал. San Terenzo) — деревня на северо-западе Италии в провинции Ла Специя. Административно относится к муниципалитету Леричи.

## Название
Село названо в честь святого Теренция, монаха,  который, согласно преданию, погребен в VIII веке в горе близ этого села.